# Avdullah Hoti
Avdullah Hoti (Rahovec, 4 de fevereiro de 1976) é um político cosovar, sendo o atual primeiro-ministro do Kosovo desde 3 de junho de 2020. É membro do Partido Democrático do Kosovo (PDK).
Ele serviu como Ministro das Finanças entre 2014 e 2017 no governo de coalizão PDK/LDK. Foi candidato da coligação para primeiro-ministro na eleição parlamentar de 2017. Tornou líder do grupo parlamentar LDK de 2017 até 2020, quando tomou posse como primeiro-vice-primeiro-ministro.
Em 3 de junho de 2020, Hoti foi eleito primeiro-ministro com 61 votos a favor, 24 contra e 1 abstenção.
- Wikinotícias